# Erik Pettersson
Erik Håkan "Fåglum" Pettersson (nascido em 4 de abril de 1944) é um ex-ciclista sueco. Fez parte da equipe sueca na prova de estrada contrarrelógio de quatro irmãos Petterson, conhecidos como irmãos Fåglum, que conquistaram o título mundial em 1967–1969 e uma medalha de prata nos Jogos Olímpicos de Verão de 1968; três dos quatro irmãos também fizeram parte da equipe de estrada vencedora de bronze nos Jogos de 1964. No ano de 1967, eles foram premiados com Medalha de Ouro do Svenska Dagbladet.
Erik foi o velocista mais rápido entre os quarto irmãos Fåglum; sendo apelidado de Rödtoppen, devido o seu cabelo de cor vermelha. Se tornou profissional após o Campeonato Mundial UCI de 1969, juntamente com os outros quatro irmãos, mas teve pouco secesso e se retirou das competições em 1971.